# Offenbach-Bieber
Bieber, ehemals ein selbständiger Ort, ist ein Stadtteil der südhessischen Stadt Offenbach am Main und liegt an dem Bach Bieber, einem Nebenfluss der Rodau. Die Gemarkung Bieber umfasst etwa 850 Hektar.
In diesem Stadtteil lebten im März 2023 etwa 17.100 Menschen.

## Geografie

### Geografische Lage

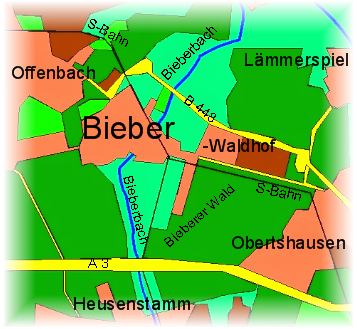
Karte von Bieber und der näheren Umgebung

Bieber liegt im Ballungsraum Rhein-Main und ist umgeben von Wäldern, Wiesen und Parkanlagen. Entlang des gleichnamigen Baches erstrecken sich weitläufige Wiesen, Äcker und Kleingartenanlagen. Südlich von Bieber befindet sich das 72,96 Hektar große Naturschutzgebiet Erlensteg von Bieber. Im Norden Biebers befinden sich ausgedehnte Streuobstwiesen. Die Hessische Apfelwein- und Obstwiesenroute führt durch Bieber und hat hier vier Stationen.
Direkte Nachbarorte sind Mühlheim am Main mit dem Stadtteil Lämmerspiel sowie Obertshausen und Heusenstamm.
Bieber hat neben dem Ortskern drei Ortsteile Bieber-Waldhof, Bieber-West und, seit ungefähr 2020 einen dritten Ortsteil, Bieber-Nord. Dieser befindet sich zwischen den Bahngleisen der S-Bahnstrecke und der Bundesstraße 448 und bietet Wohnraum für etwa 2100 Menschen.

#### Bieber-West

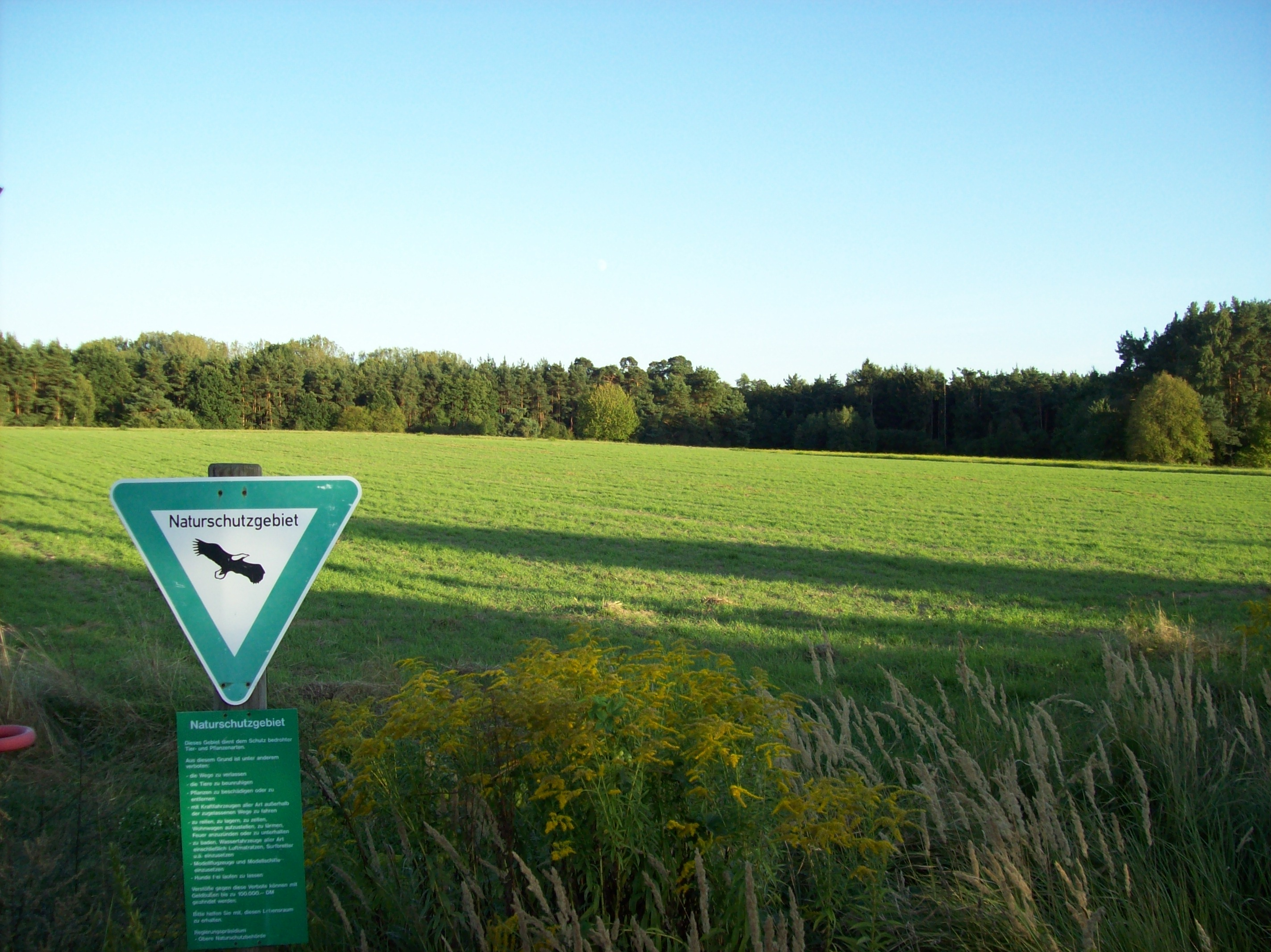
Naturschutzgebiet Erlensteg von Bieber

Bieber-West ist ein Ortsteil von Bieber und liegt westlich des alten Ortskerns. 1965 wurde mit der Baulandumlegung begonnen. Zuvor erstreckten sich hier ausgedehnte Streuobstwiesen. Der Ortsteil ist mit Ein- und Mehrfamilienhäusern sowie meist moderaten Wohnhochhäusern bebaut. Bieber-West ist Standort der 1966 eröffneten Geschwister-Scholl-Schule.
Die Straßen in Bieber-West sind im östlichen Teil nach alten Bieberer Flurnamen und im westlichen Teil nach deutschen Politikern des 20. Jahrhunderts benannt.

#### Bieber-Waldhof

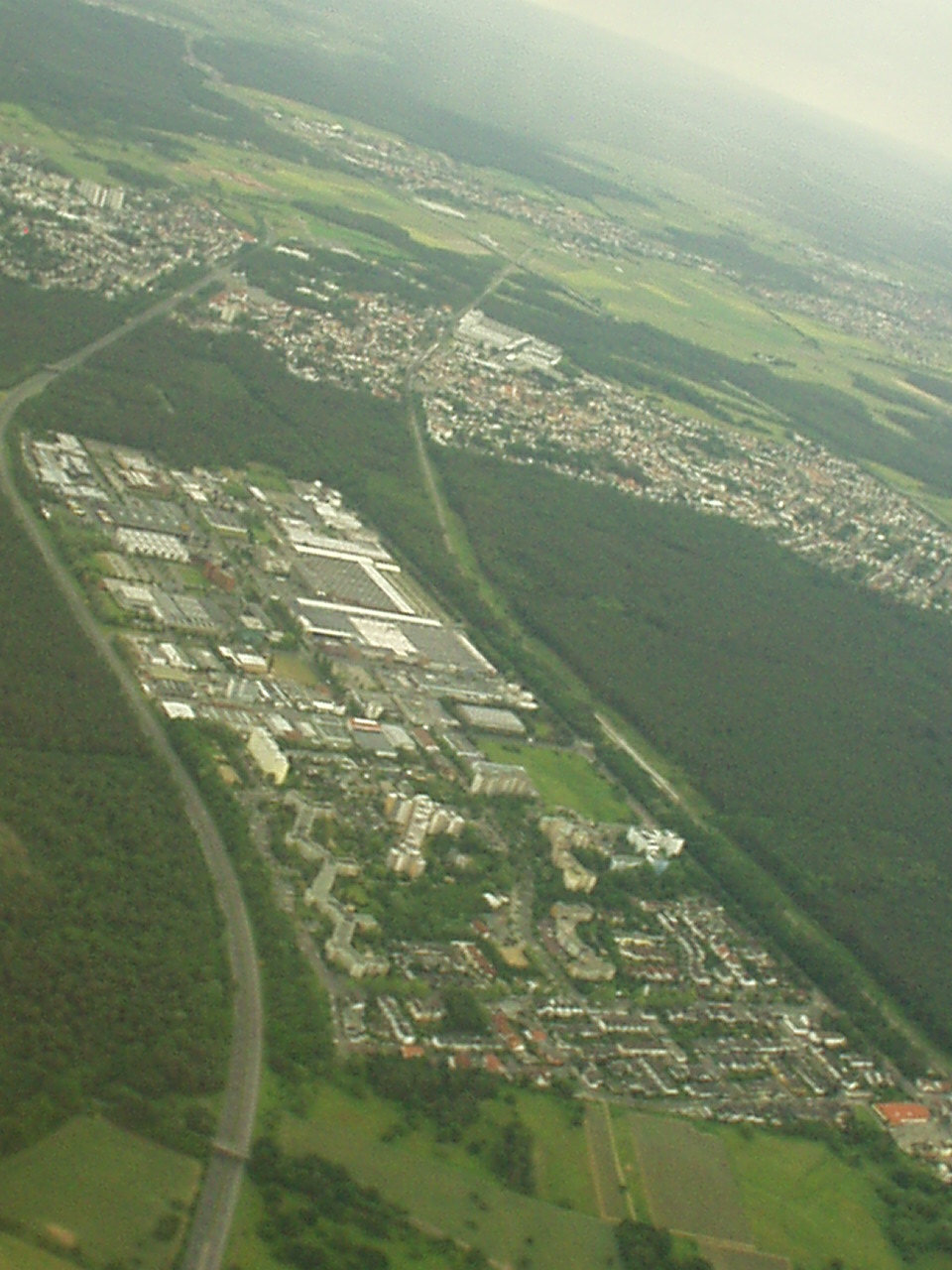
Bieber, Ortsteil Waldhof (im Hintergrund Obertshausen, dahinter Rodgau-Weiskirchen)

Bieber-Waldhof ist ein weiterer Ortsteil von Bieber und liegt zwischen dem Ortskern von Bieber und der Stadt Obertshausen und grenzt an den Lämmerspieler Wald. Das Waldhofgebiet ist in ein Wohngebiet und ein ausgedehntes Industriegebiet unterteilt. Im Industriegebiet haben viele Firmen von Weltruf ihre Niederlassung.
Namensgeber des Ortsteils war der durch den Frankfurter Bürger Joseph Anton Bertarelli 1829 inmitten des ausdehnten Markwaldes der alten Biebermark erbaute große „Gutshof Waldhof“. Nach seinem Tod kam der Hof durch Erbschaft in den Besitz der landgräflichen Hauptverwaltung zu Rumpenheim und der Hof wurde durch einen Pächter verwaltet.
Das Waldhofgebiet selbst wurde während des Ersten Weltkrieges in seiner heutigen Ausdehnung von russischen Kriegsgefangenen gerodet. Auf dem gerodeten Teil entstand ein weiterer Hof mit Namen Neuwerk. Die Stadt Offenbach erwarb in den Jahren 1914, 1928 und 1962 durch Käufe den Grundbesitz. Bomben des Zweiten Weltkrieges zerstörten den Waldhof am 29. November 1944. Auch der Hof Neuwerk wurde im Krieg durch Bomben zerstört. Ab 1967 begann die Erschließung des östlichen Waldhofgebietes für die Ansiedlung von Industrie- und Gewerbebetrieben. Im Anschluss daran entstand das Wohngebiet. Die Straßen des Wohngebietes tragen alte Bieberer Flurnamen, die des Industriegebietes Namen deutscher Industrieller.
Der Sportplatz des FV Germania Bieber nennt sich Sportplatz am Waldhof.
In Bieber-Waldhof existieren eine Außenstelle der Grundschule in Bieber, ein städtischer Kindergarten, ein Gemeindezentrum der katholischen Pfarrei und der evangelischen Kirchengemeinde. Der Ortsteil ist durch die Buslinien 101 und 102 der Offenbacher Verkehrsbetriebe und die Linie S1 der S-Bahn Rhein-Main mit einem eigenen S-Bahn-Haltepunkt erschlossen.
In Bieber-Waldhof lebten Anfang 2005 3365 Menschen.

## Geschichte

### Ursprünge

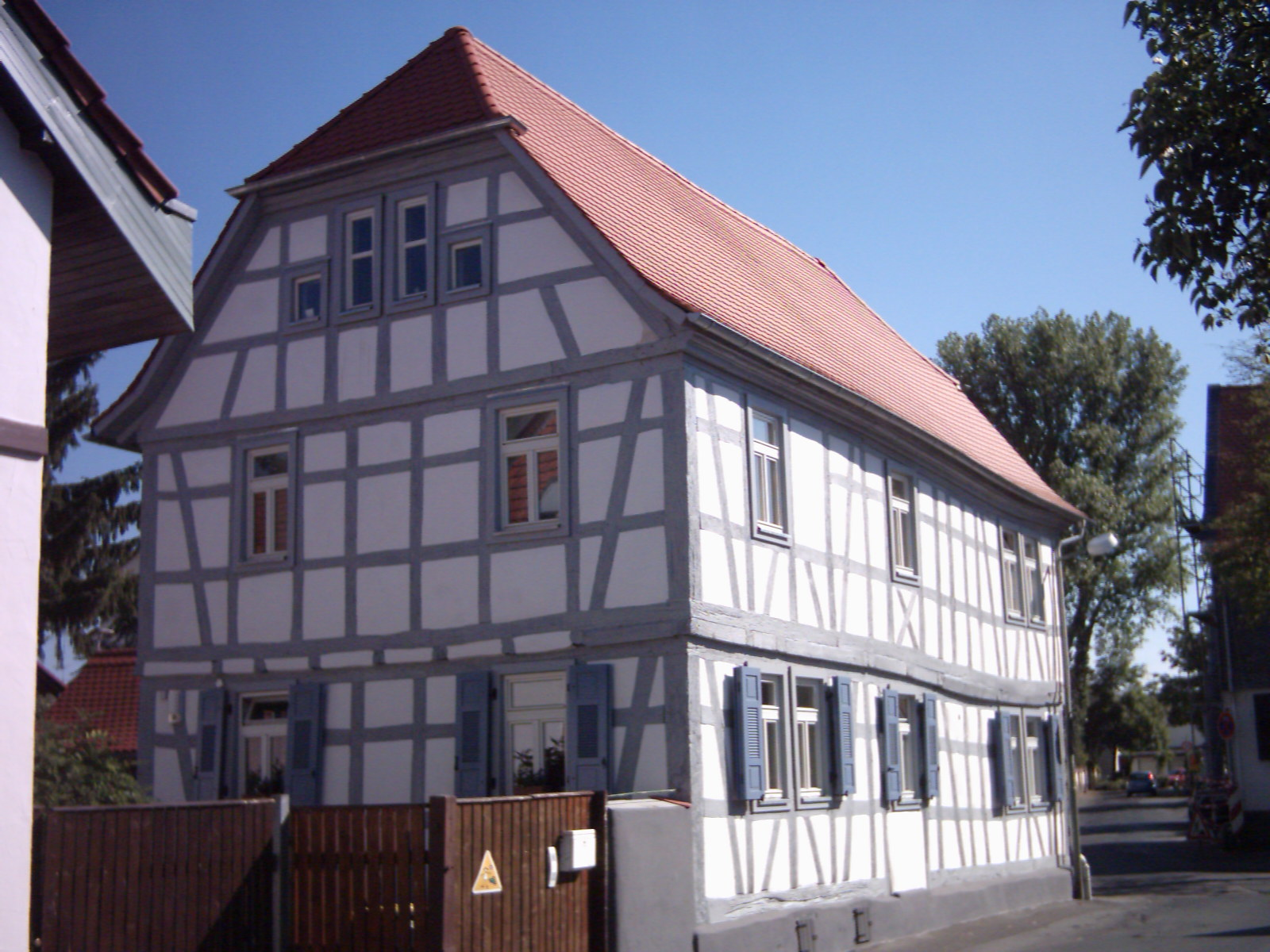
Haus Gesser, eines der ältesten Gebäude

In der Gemarkung wurden zahlreiche Funde aus prähistorischer, römischer und fränkischer Zeit gemacht. Auf den Steinäckern in Richtung Lämmerspiel wurden aus der jüngsten Bronzezeit, der Urnenfelderkultur, der Hallstattkultur, der Latènezeit und schließlich der Römerzeit Relikte gefunden. Durch Grabungen konnte eine kontinuierliche Besiedlung vom ersten Jahrtausend vor Christus bis zur Römerzeit nachgewiesen werden. An dieser Stelle konnten ausgedehnte Eisenschlackeschichten freigegraben werden, was in Verbindung mit Gefäß- und Werkzeugfunden aus der Eisenzeit auf eine Eisenverhüttung zur damaligen Zeit schließen lässt.

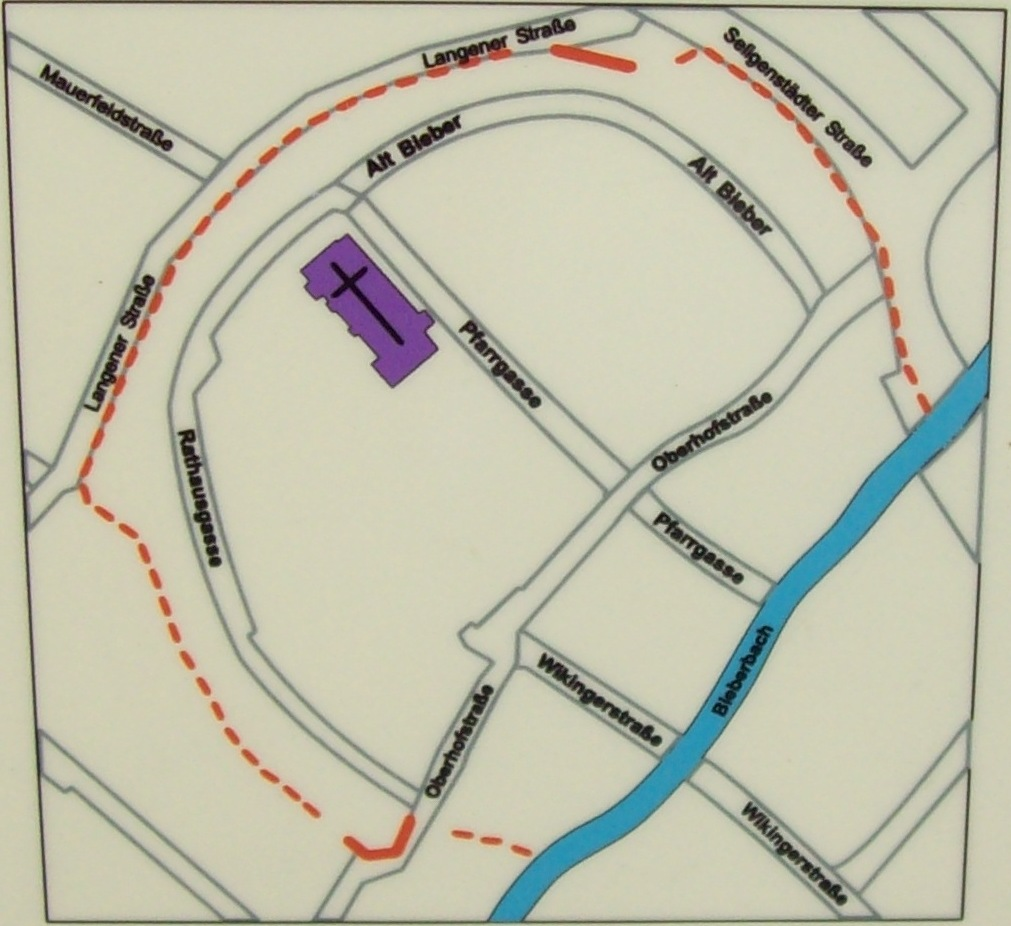
Der alte Ortskern Biebers

Der Ortsname ist vermutlich keltischer Herkunft. Wie die vielen anderen Orts- und Flussnamen im keltischen Kernland könnte sich der Name Bieber vom keltischen Wort Bebros für das Tier Biber ableiten. Einer anderen Theorie zufolge leitet sich der Name vom keltischen bi-para, also zwischen den Bezirken ab. Die Tatsache, dass der alte keltische Ortsname auch in germanischer Zeit beibehalten wurde, kann darauf schließen lassen, dass es sich damals um eine bedeutende Siedlung gehandelt hatte. Im Laufe der Zeit schrieb sich der Ort auch Bieberaha und Bibera.
Da eine keltische Siedlung südlich des heutigen Ortes auf den Struthäckern wahrscheinlich und auf den Steinäckern nachgewiesen ist, geht man davon aus, dass der Ort in germanischer Zeit an die Stelle des heutigen historischen Ortskerns unter Beibehaltung des keltischen Namens verlegt wurde. Eine römische Villa Rustica und ein römisches Gräberfeld konnte auf den oben erwähnten Steinäckern zwischen Bieber und Waldhof nachgewiesen werden. Ebenso durchzogen römische Straßen die Bieberer Gemarkung und kreuzten sich vermutlich nahe der Villa Rustica. Die Gegend gehörte der römischen Civitas Auderiensium in der Provinz Obergermanien an. Während römischer Zeit und der Völkerwanderungszeit blieb die alte keltisch-germanische Mischbevölkerung ansässig.

### Mittelalter

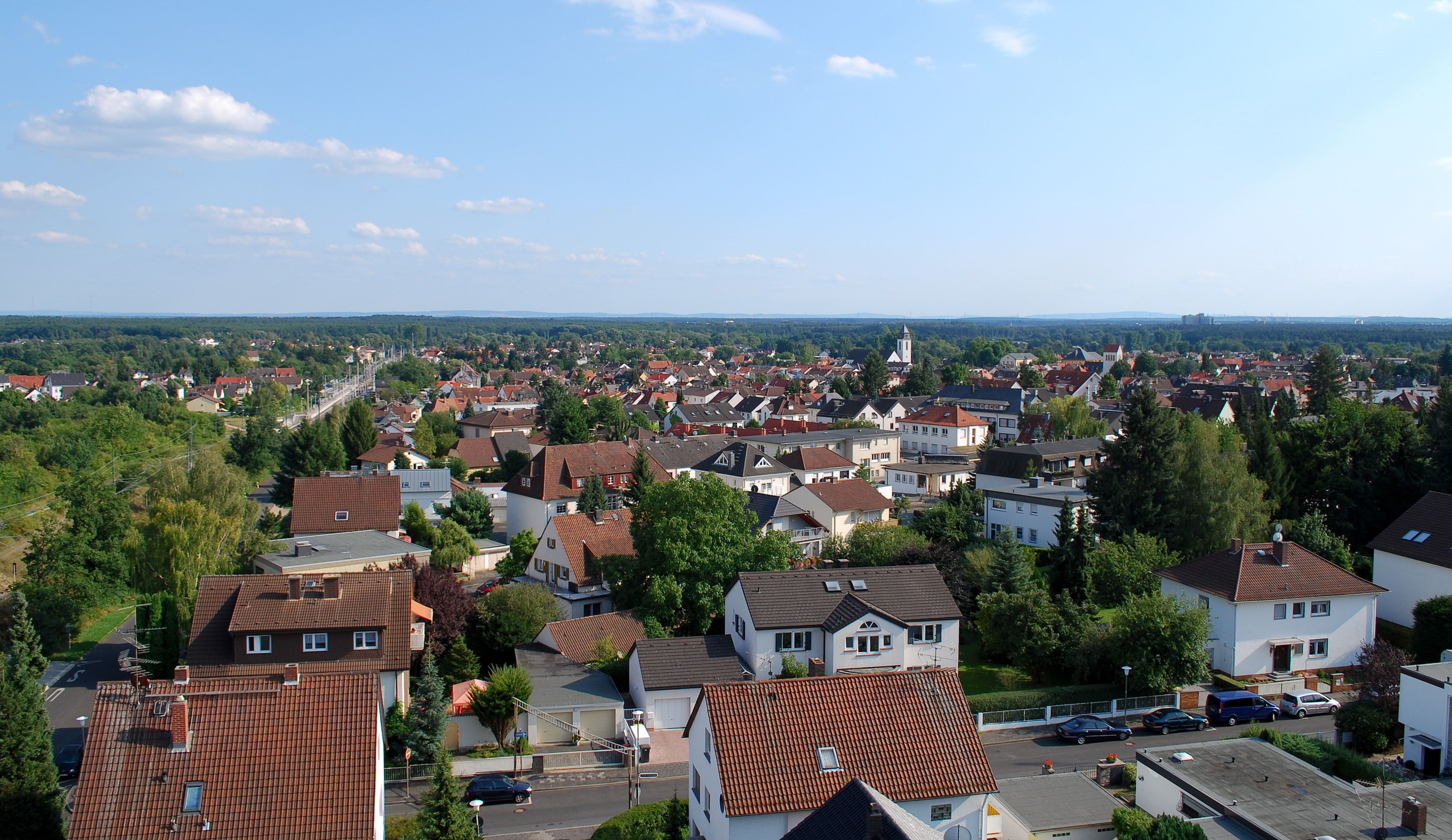
Blick vom Aussichtsturm über Bieber

Der fränkische Gaugraf Warin und seine Frau Friderum schenkten im späten 8. Jahrhundert dem Kloster Fulda vier Hufen zu „Bieber im Maingau“. Auch Graf Walah schenkte seinen Besitz in Bieber an das Kloster Fulda. Ein fränkisches Gräberfeld mit 50 Gräbern wurde im Bereich der Herder- und der Uhlandstraße entdeckt. Das Skelett eines etwa elfjährigen Mädchens ist vollständig erhalten und in der Dauerausstellung des Stadtmuseums in Offenbach zu sehen. Eine in einem Grab gefundene Münze wurde um das Jahr 650 nach Christus geprägt.
Erstmals urkundlich erwähnt wurde die Siedlung in einer Schenkungsurkunde des fränkischen Großgrundbesitzers Erlulf am 22. April 791 im Lorscher Codex. Da die beiden älteren Schenkungen nicht sicher datiert werden können, gilt dieses Datum als erstmalige urkundliche Erwähnung Biebers. Eine weitere Schenkung erfolgte 868 durch einen Theotger ebenfalls an das Kloster Lorsch.

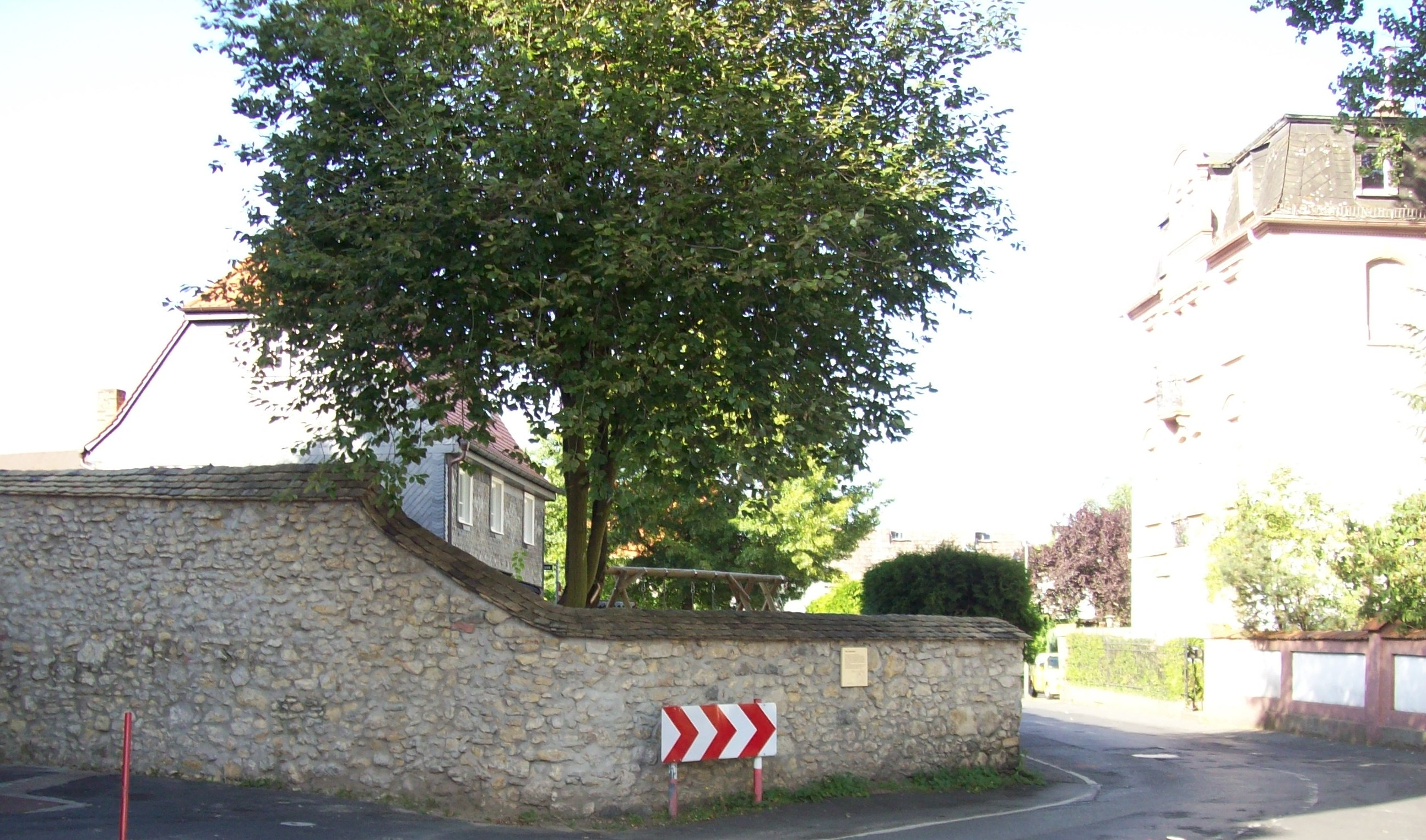
Alte Ortsmauer

Im Mittelalter gehörten die umliegenden Wälder zum Wildbann Dreieich, dieser unterhielt in Bieber eine seiner 30 Wildhuben. Die Herren von Hagenhausen (später von Eppstein) gewannen ab 1290 aufgrund ihrer Lehens-, Gerichts- und Grundrechte allmählich die Landeshoheit in Bieber. Bieber gehörte zu ihrem Amt Steinheim, das ab 1371 als Pfand je zur Hälfte den Grafen von Katzenelnbogen und den Herren von Hanau übergeben war. 1393 gelangte das Pfand insgesamt an die Herren von Cronberg.

### Frühe Neuzeit
1425 verkaufte Gottfried von Eppstein das Amt an das Kurfürstentum Mainz. In den Jahren 1631–1634, während des Dreißigjährigen Kriegs, beschlagnahmte König Gustav II. Adolf das Amt als Kriegsbeute und stattete damit die Grafen Heinrich Ludwig von Hanau-Münzenberg und Jakob Johann von Hanau-Münzenberg, die mit ihm verbündet waren, aus. Im Dreißigjährigen Krieg kam es durch Pest, Truppendurchzüge und Verwüstungen zu großen Belastungen und Verlusten unter der Bevölkerung. Da beide Grafen schon bald starben und der Westfälische Friede auf das Normaljahr 1624 abstellte, kam Bieber wieder an Kurmainz, wo es bis 1803 verblieb.
Bieber war bis 1819 mit dem alljährlich abgehaltenen Märkerding am südöstlichen Ortsrand Oberhof der sogenannten Biebermark, einer Markgenossenschaft. Seine Einwohner hatten ab 1372 Burgrecht in Frankfurt mit allen daraus resultierenden Rechten und Pflichten (in Kriegszeiten durfte in der befestigten Stadt Zuflucht gesucht werden, als Gegenleistung mussten sie 10 Ruten Stadtgraben instand halten).

### Neuzeit

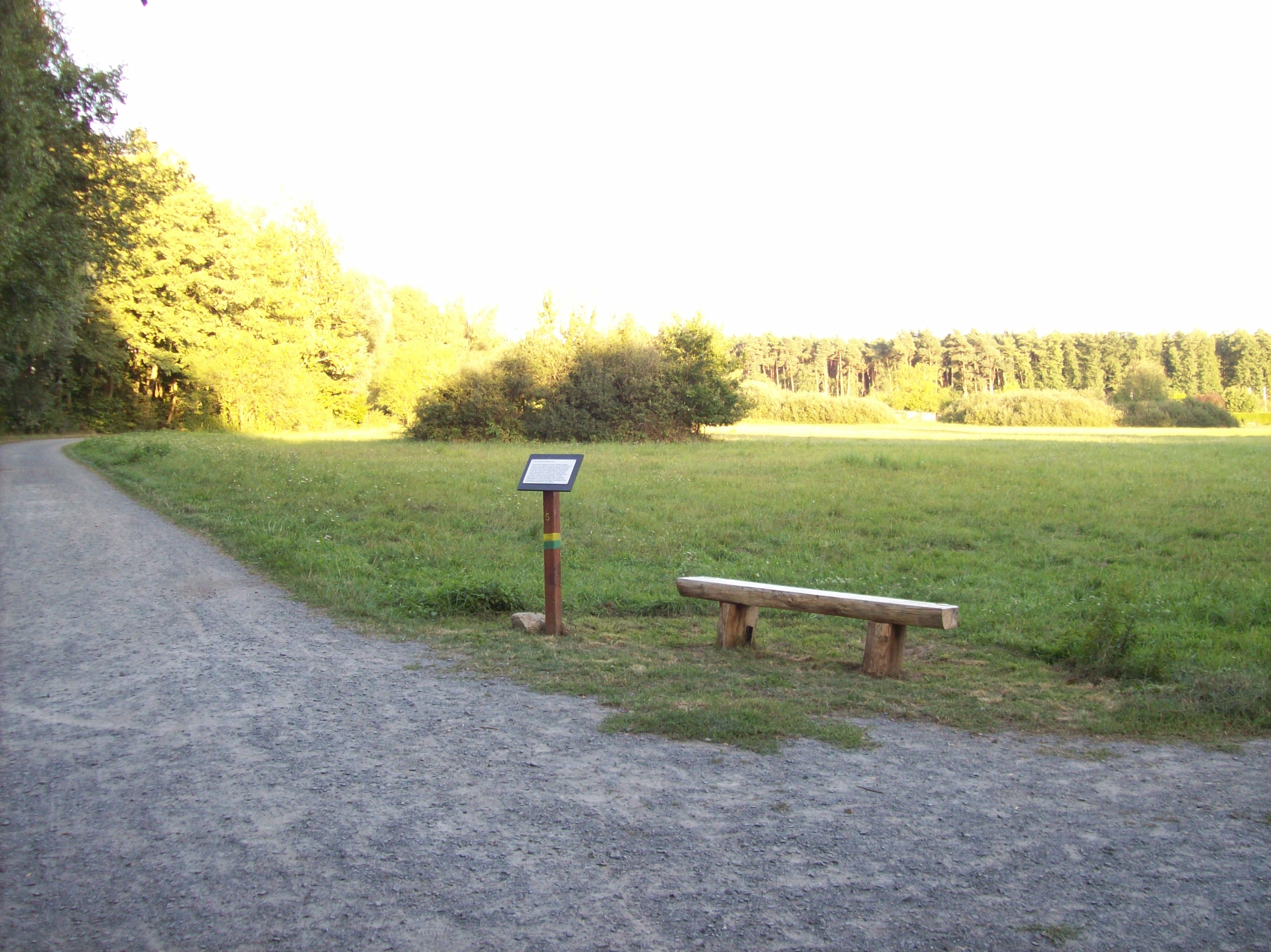
Eine Station mit Hinweistafel und Bank des „Rundweges zur Bieberer Geschichte“

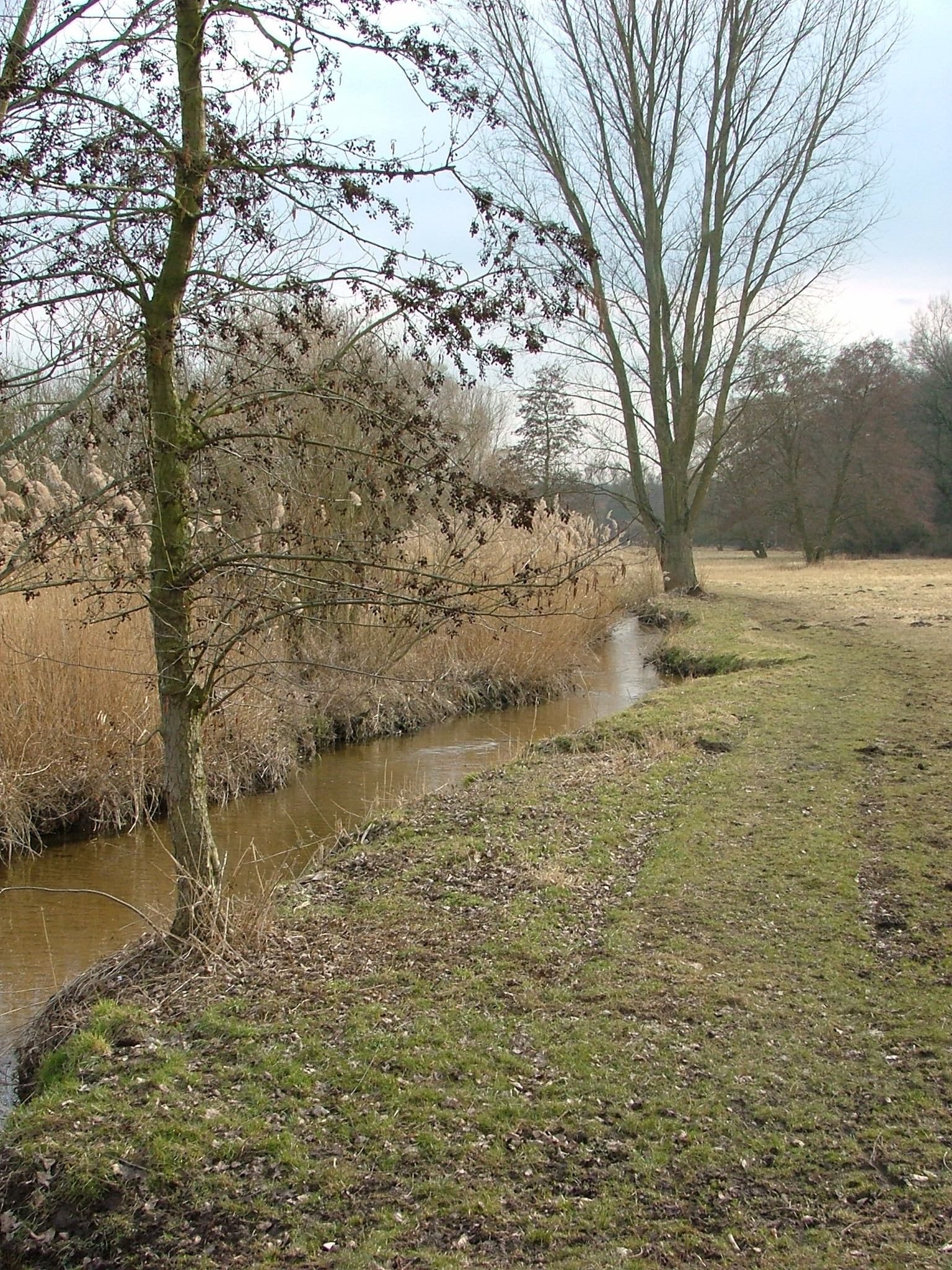
Bieberbach Höhe Obermühle

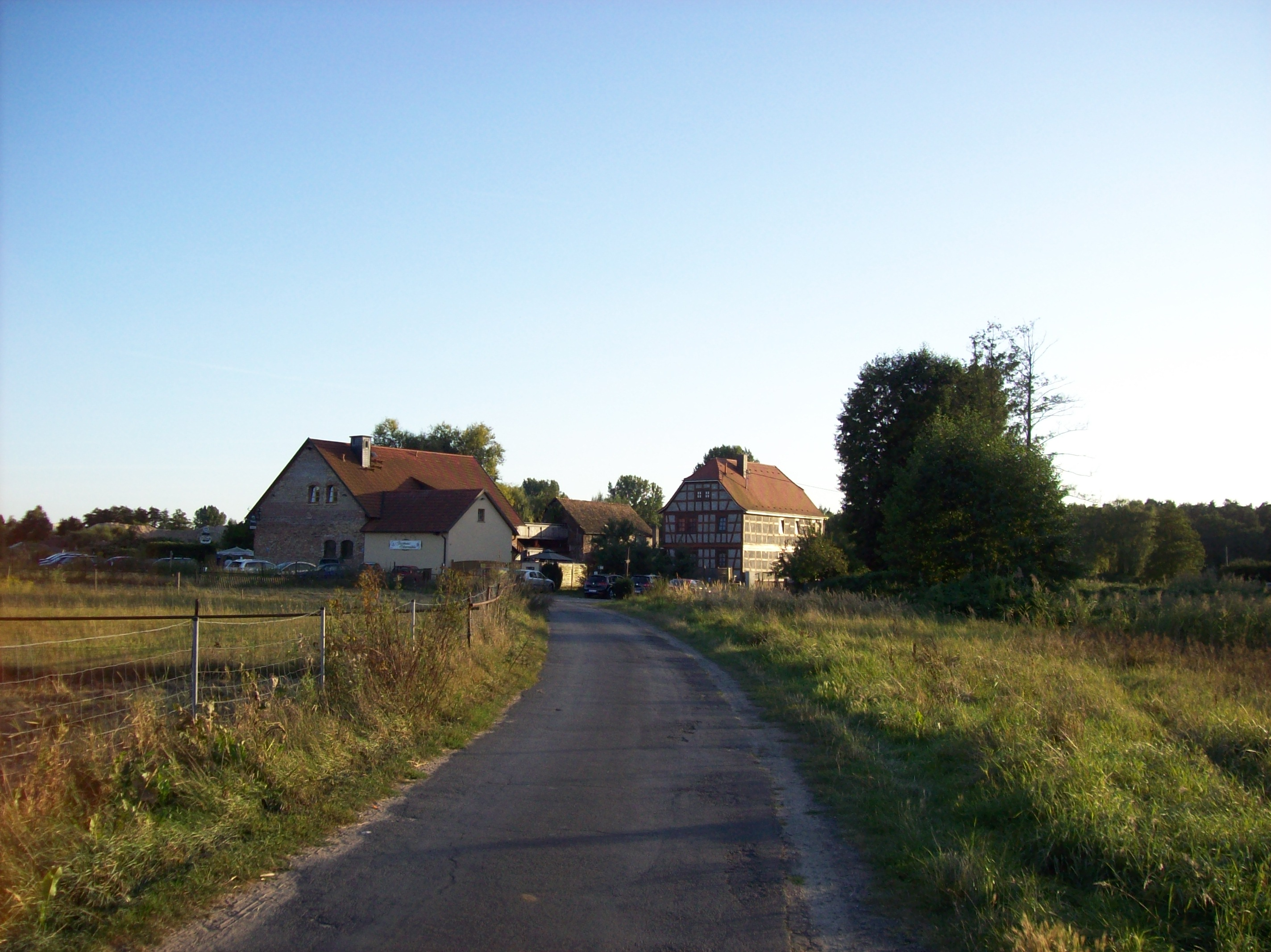
Die Obermühle südlich von Bieber

Nach der Säkularisation des Kurfürstentums Mainz gehörte Bieber von 1803 bis 1816 zum Fürstentum Isenburg-Birstein und wurde danach Teil des Großherzogtums Hessen-Darmstadt. Die Biebermark wurde 1819 unter den ihr angehörenden Orten aufgeteilt. Bieber erhielt den südöstlich gelegenen Wald.
Nachdem Bieber Jahrhunderte vom kurmainzischen Amt Steinheim aus verwaltet wurde, lösten die neuen großherzoglichen Landesherren diese alten Strukturen auf und ersetzten sie durch neue. So wurde am 20. Juli 1821 der Landratsbezirk Seligenstadt gegründet, dem auch Bieber zugeschlagen wurde. Bereits am 5. September 1832 wurde in einer weiteren Verwaltungsreform der Kreis Offenbach gebildet, dem der ehemalige Landratsbezirk Seligenstadt mit Bieber zugeschlagen wurde. Gerichtlich gehörte Bieber zunächst zum Landgericht Steinheim, das 1835 nach Seligenstadt verlegt und in Landgericht Seligenstadt umbezeichnet wurde. Anlässlich der umfassenden Neueinteilung der Gerichtsbezirke im rechtsrheinischen Teil des Großherzogtums 1853 wurde Bieber dem Landgericht Offenbach zugeteilt. Das Landgericht wurde 1879 durch das Amtsgericht Offenbach ersetzt.
Am 1. April 1938 wurde Bieber zwangsweise nach Offenbach eingemeindet. Zahlreiche Straßen wurden umbenannt, sofern ihre Namen bereits in Offenbach oder im 1908 ebenfalls nach Offenbach eingemeindeten Bürgel vorkamen. Das Rathaus wurde bereits im August desselben Jahres abgerissen. Der Zweite Weltkrieg brachte zahlreiche Zerstörungen und Verluste in der Bevölkerung durch Bombenangriffe.
Im 19. Jahrhundert erfolgte der Wandel Biebers vom Bauerndorf zur Industriegemeinde. Viele Arbeiter aus den Nachbar- und Rodgauorten fanden den täglichen Weg zur Arbeit hierher. Zu Beginn des 20. Jahrhunderts war es zu einem Aufblühen der Lederwarenindustrie gekommen, die ihre Hochzeit in den 1950er- und 1960er-Jahren hatte. Aufgrund veränderter Marktbedingungen ging der Absatz der Lederwaren in den 1970er-Jahren stark zurück, so dass heute nur noch drei Lederwarenbetriebe in Bieber ansässig sind. War Bieber bis Anfang des 19. Jahrhunderts ein reiner Bauernort, existieren heute gerade noch zwei landwirtschaftliche Betriebe.
In den Jahren 1965 und 1967 entstanden mit Bieber-West und Bieber-Waldhof ausgedehnte Neubaugebiete, das Waldhofgebiet wurde zudem zum Industriegebiet.
Am 9. August 1981 kam es infolge schwerer Regenfälle, besonders im Einzugsgebiet des Bieberbachs, zu schweren Überflutungen in der Ortsmitte. 1991 feierte Bieber das 1200-jährige Bestehen nach der ersten urkundlichen Erwähnung mit einem großen Festumzug und Volksfesten. Im Dezember 2003 konnte nach langer Bau- und Planungszeit der S-Bahnanschluss eröffnet werden. Seitdem ist Bieber und der Ortsteil Waldhof mit der S-Bahn Rhein-Main erreichbar. Zuvor war Bieber seit 1896 über die Rodgaubahn an das Schienennetz angeschlossen.
Über das Lokalgeschehen berichtet die Offenbach-Post jeden Mittwoch mit einer Seite für den Stadtteil Bieber. Monatlich erscheint ebenfalls von der Offenbach-Post das „Bieberer Heimatblatt“.

### Religionen

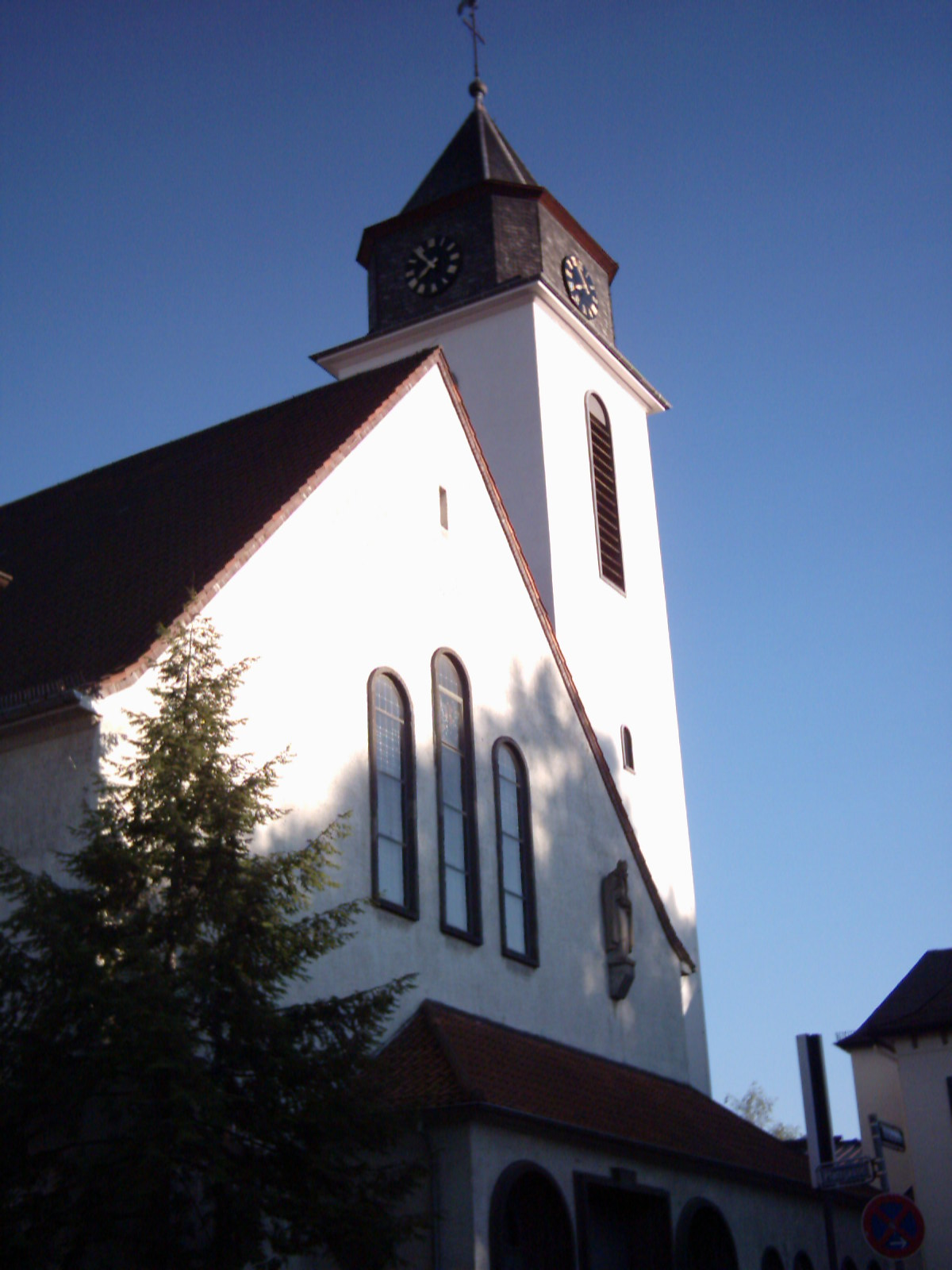
Katholische Pfarrkirche St. Nikolaus

Alte katholische Pfarrkirche um 1910

Bis ins 19. Jahrhundert war Bieber rein katholisch. Überwiegend durch Zuzug kam eine große Anzahl von Protestanten nach Bieber. Die katholische Pfarrgemeinde St. Nikolaus ist heute noch größer als die evangelische Luthergemeinde in Bieber, obwohl die evangelische Gemeinde Biebers die größte im Dekanat Offenbach ist. Das am 19. August 1967 eingeweihte katholische Pfarrheim ist ein wichtiger Veranstaltungsort. Von 1307 bis 2024 war die Pfarrgemeinde St. Nikolaus eine eigenständige Pfarrei. Vorher gehörte die Pfarrei zu Mühlheim. Im 16. Jahrhundert war Bürgel Pfarrkirche der Mutterkirche in Bieber. Die heutige St.-Nikolaus-Kirche mit 720 Sitzplätzen wurde 1936 nach Plänen des Mainzer Dombaumeisters Ludwig Becker und Anton Falkowski unter der Bauleitung von Peter Grimm neu errichtet.
Der Kirchenraum ist von einem hohen Tonnengewölbe überspannt, 16 m breit und 35 m lang. Der vorgelagerte Chor ist um sechs Stufen erhöht, 10 m breit und 11 m tief. Auf der Westseite schließen sich ein flaches Seitenschiff sowie der 38 Meter hohe Turm an. An der Stelle der heutigen Kirche sind bereits seit dem Jahr 1270 Kirchengebäude nachgewiesen. Das für den heutigen Neubau abgerissene Gotteshaus wurde 1701–1708 neu angelegt und 1878–1879 erheblich erweitert. Seit 1982 besteht in Waldhof das Haus St. Hildegard als Gemeindezentrum und Kirchenbau der Pfarrgemeinde St. Nikolaus im Ortsteil Waldhof. Die Pfarrgemeinde gehört mit der Pfarrei St. Franziskus Offenbach in der Region Mainlinie dem Bistum Mainz an. Neben dem heiligen Nikolaus verehren die Bieberer Katholiken vor allem den heiligen Sebastian, weil er der Überlieferung nach die Bewohner vor langer Zeit vor der Pest gerettet hat.

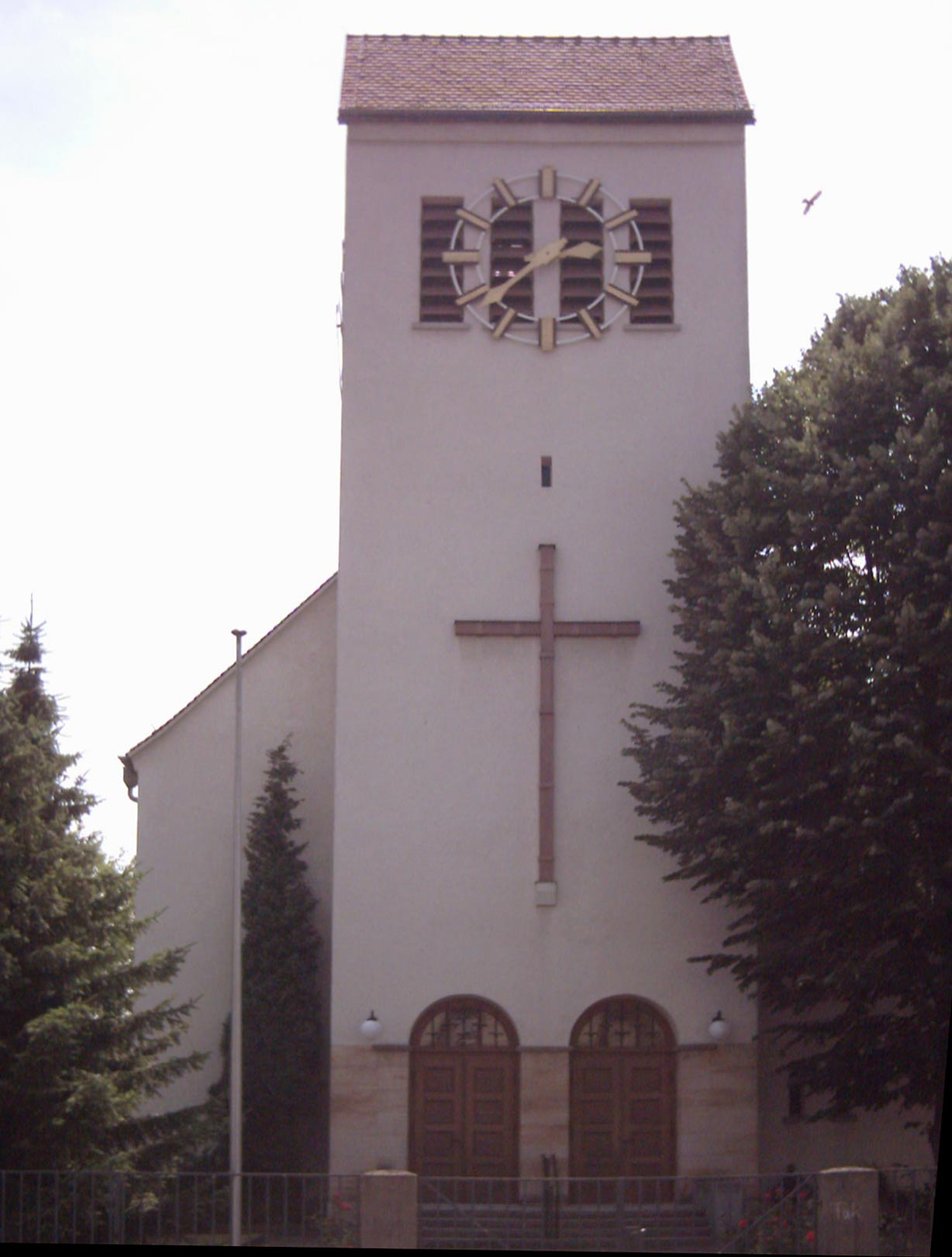
Evangelische Lutherkirche

1865 fand der erste evangelische Gottesdienst in einem Dachstuhl statt. 1869 wurde eine kleine Kapelle, die Gustav-Adolf-Kapelle, mit beträchtlicher finanzieller Unterstützung unter anderem durch Prinz Georg von Hessen errichtet, welche 1935 zu der Lutherkirche in ihrer heutigen Form mit etwa 450 Sitzplätzen erweitert wurde.
Im Chor der Kirche befindet sich eine dreiteilige Wandmalerei des Frankfurter Malers Hans Kohl, welche die Geburt, Kreuzigung und Auferstehung Christi darstellen. Diese Altarbilder gelten in ihrer heroisierenden Darstellungsweise so wie die gesamte Kirche, aufgrund ihres guten Erhaltungszustands aus der Bauzeit als wichtiges Zeugnis aus nationalsozialistischer Zeit in Hessen.
1869 wurde die evangelische Pfarrei Bieber gegründet. Dieser unterstanden die Filialgemeinden Bürgel, Heusenstamm und Mühlheim sowie die Orte ohne eigenen evangelischen Gottesdienst wie Obertshausen, Rembrücken, Dietesheim und Lämmerspiel. Bis 1923 wurden diese Gemeinden alle von der Bieberer Pfarrei getrennt. Die evangelische Kirchengemeinde Bieber gehört als Teil des Dekanates Frankfurt und Offenbach der Evangelischen Kirche in Hessen und Nassau an. Weil es im Dekanat Frankfurt und Offenbach eine weitere Luthergemeinde gab, nannte sich die Pfarrei „Evangelische Kirchengemeinde Bieber“. In Waldhof und Bieber-West gibt es heute zusätzliche Gemeindezentren.

### Einwohnerentwicklung
| Jahr          | Einwohnerzahlen |
| ------------- | --------------- |
| 1580          | ca. 300         |
| 1638          | 26              |
| 1681          | 150*            |
| 1817          | 646             |
| 1861          | 1.440           |
| 1890          | 2.527           |
| 1910          | 4.510           |
| 1925          | 5.149           |
| 1939          | 6.150           |
| 1946          | 6.152           |
| 1960          | 7.329           |
| 1980          | 12.854          |
| 31. Dez. 2010 | 15.028          |
| 30. Sep. 2017 | 15.731          |

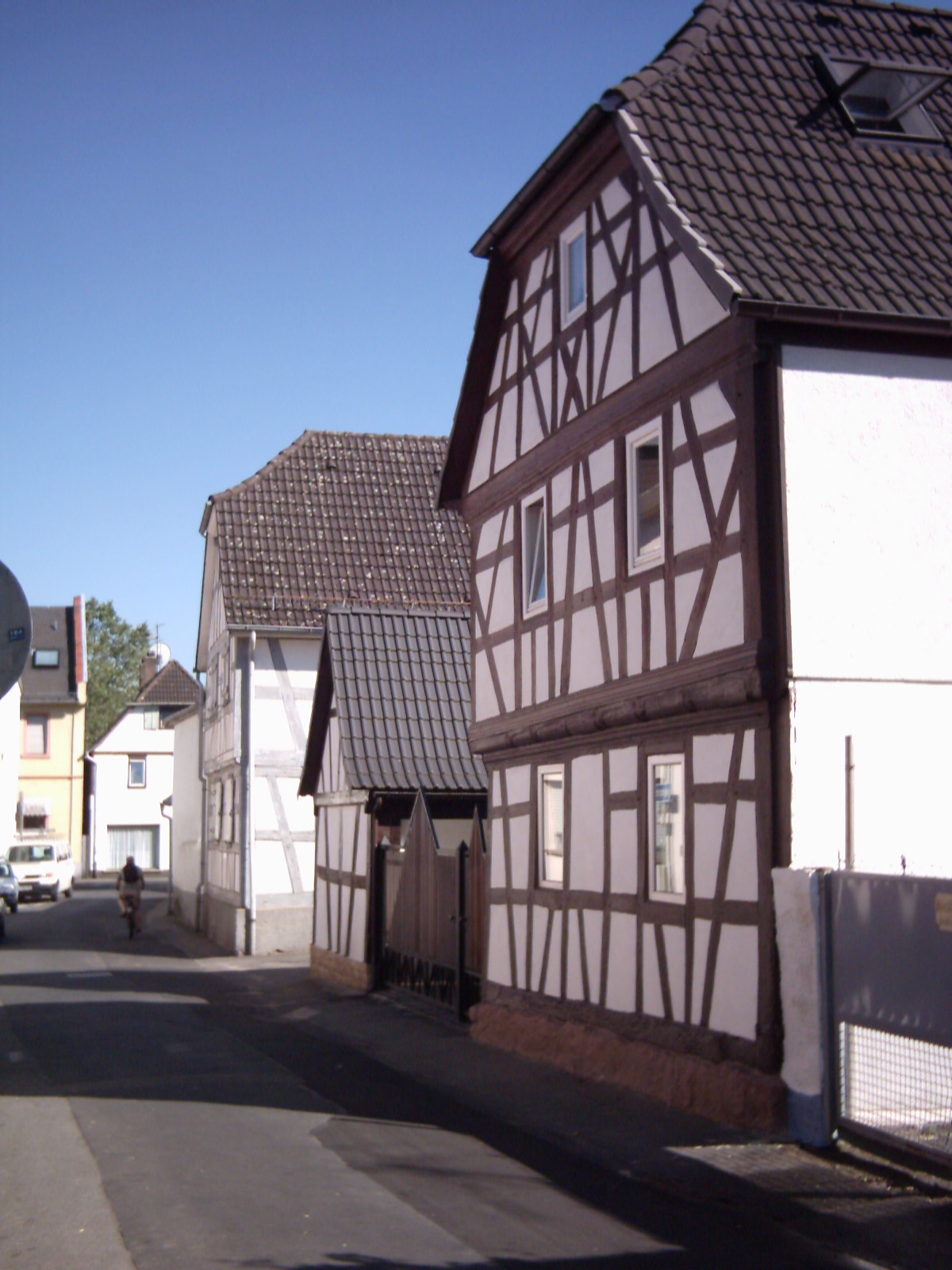
Fachwerkhäuser im alten Ortskern

* nach Pest und Krieg kehren geflohene Einwohner wieder heim

## Politik

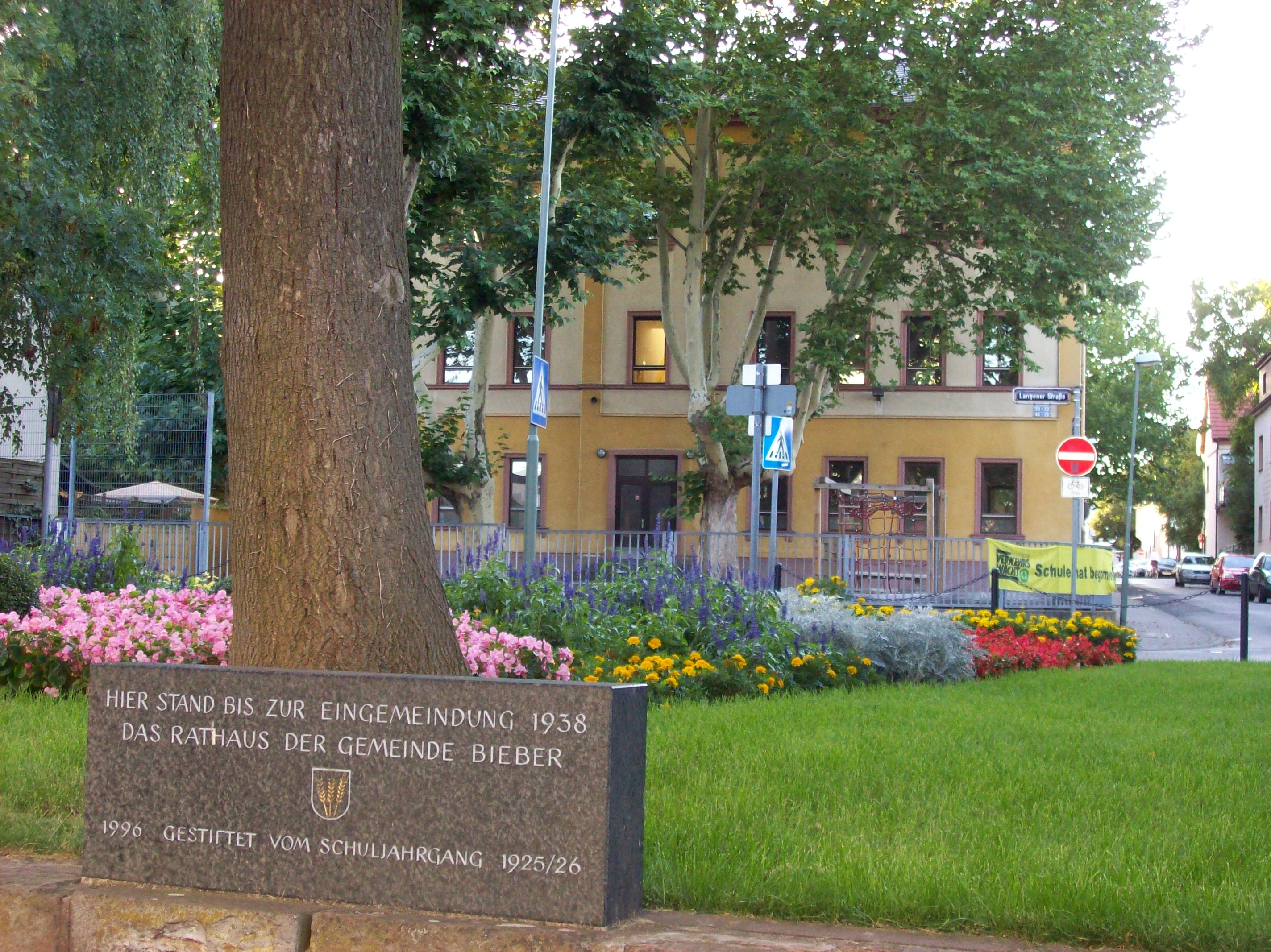
Standort des ehemaligen Rathauses, im Hintergrund die Grundschule

Bieber hat keinen Ortsbeirat, aber die Parteien CDU, FDP und SPD haben eigene Orts- beziehungsweise Stadtbezirksverbände in Bieber gegründet. Zudem existiert ein örtlicher Verband der CDU-Jugendorganisation Junge Union.
In Bieber gab es von Anfang eine Widerstandsgruppe gegen die Nationalsozialisten. Der Widerständler Adam Pfeifer fiel als Soldat des berüchtigten Strafbataillons 999, sein Bruder Ludwig Pfeifer überlebte und wurde später Landrat in Dieburg. Der letzte frei gewählte Bürgermeister Biebers war Adam Marsch (SPD). Er wurde 1933 von den Nationalsozialisten abgesetzt und durch Fritz Bosche ersetzt. Diesem folgte 1934–1936 Wilhelm Peterhänsel, welcher wiederum 1937 durch Wilhelm Kromm aus Nordhessen ersetzt wurde. Kromm schloss mit dem damaligen Offenbacher Oberbürgermeister Schranz einen Vertrag über die Eingemeindung Biebers ab. Die Inhalte dieses Vertrages wurden bis auf die Eingemeindung bis heute nicht erfüllt. Die Eingemeindung wurde schließlich 1938 durch den NS-Gauleiter und Reichsstatthalter von Hessen Jakob Sprenger erlassen.

### Wappen
Das Bieberer Wappen zeigt drei gelbe Ähren auf grünem Grund. Die Farben Gelb-Grün sind die Ortsfarben. Neben dem Wappen haben die Bieberer auch ein Bieber-Lied: „Wir sind mit Leib und Seele Bieberer“.

## Kultur und Wahrzeichen

### Wahrzeichen

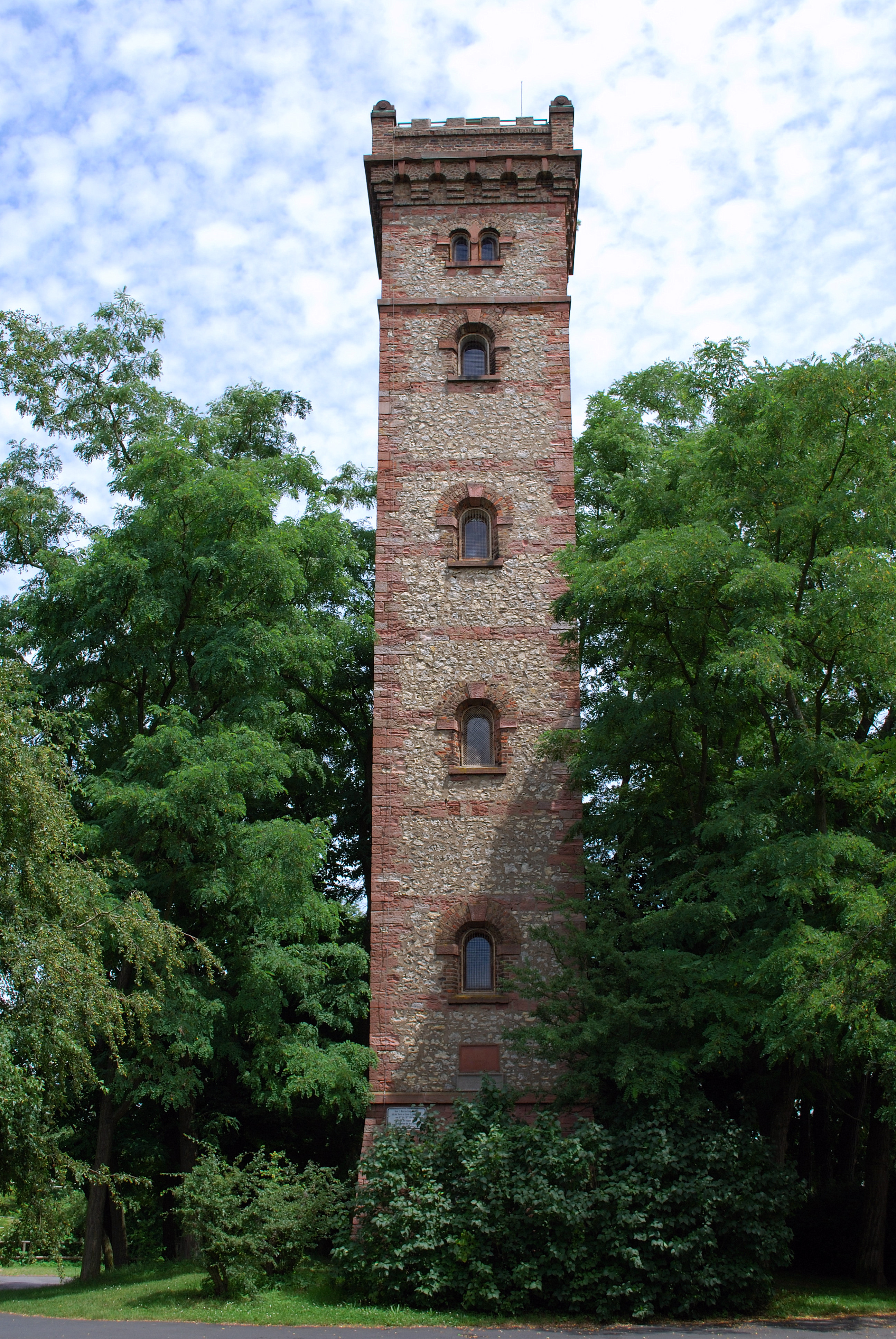
Bieberer Aussichtsturm

- Der „Bieberer Berg“ ist eine Erhebung zwischen Bieber und der Stadt Offenbach. Sein höchster Punkt liegt auf Bürgeler Gemarkung. Dennoch nennt er sich Bieberer Berg, denn der Ort Bieber liegt ihm am nächsten. Mit dem Namen unmittelbar verbunden ist das Stadion am Bieberer Berg und der dort beheimatete Fußballverein Kickers Offenbach.
- Vom 24 Meter hohen Bieberer Aussichtsturm auf dem Bieberer Berg hat man einen weiten Ausblick bis in den Spessart und auf die Frankfurter Skyline. Obwohl der Turm knapp 10 Meter von der Bieberer Gemarkungsgrenze auf Rumpenheimer Gebiet steht und 1882 vom Verschönerungsverein Offenbach errichtet wurde, trägt er den Namen Bieberer Aussichtsturm – wohl wegen seiner geografischen Nähe zu Bieber und seinem Standort auf dem Bieberer Berg. Von Mai bis September kann der Turm an Sonn- und Feiertagen bestiegen werden.[17]

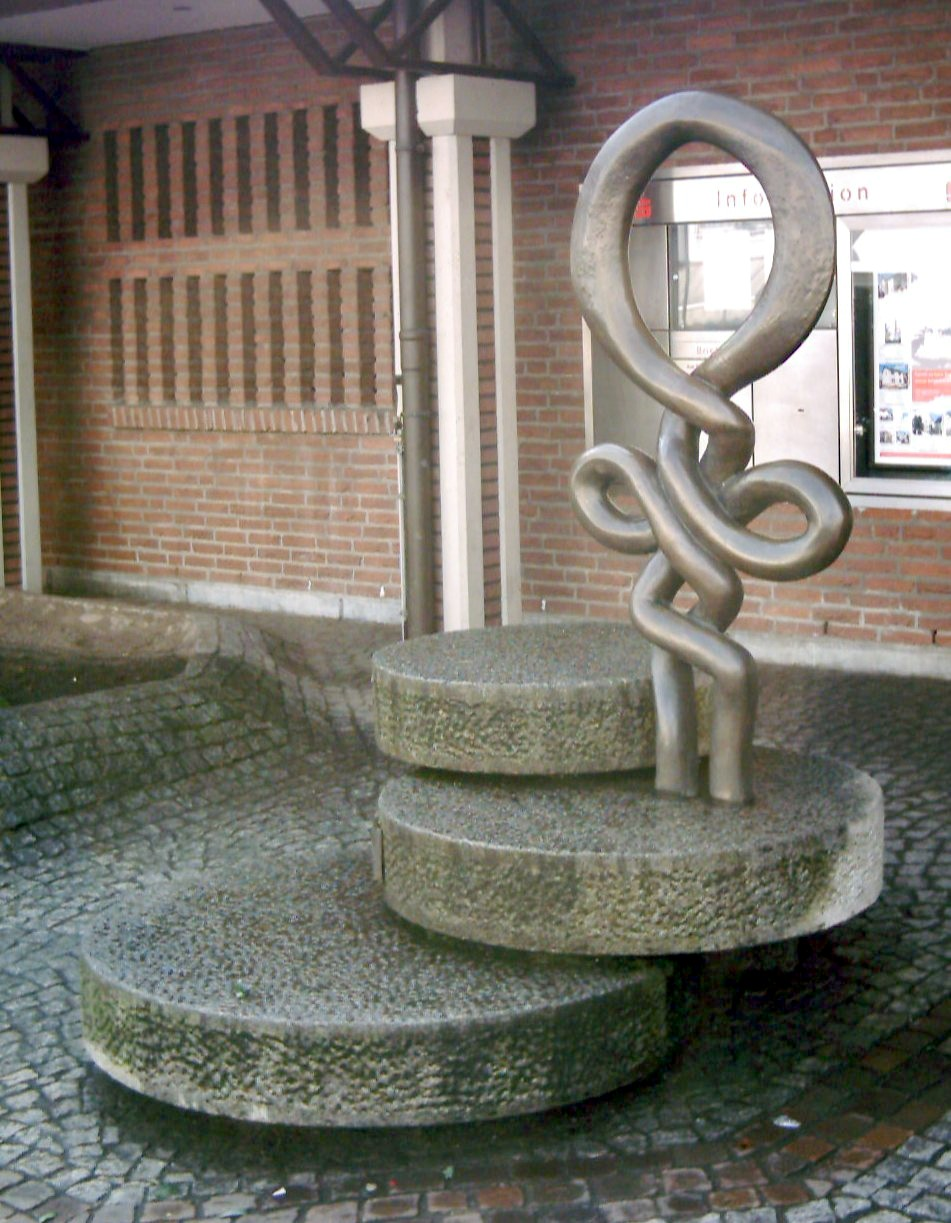
Bieberer Amulett

- Das Bieberer Amulett ist eine Grabbeigabe, die 1979 in einem Steinkistengrab gefunden wurde.[18]

Das Grab hat ein Bauer auf den Bieberer Struthäckern in einem vorgeschichtlichen Gräberfeld gefunden. Das Bieberer Amulett kann im Haus der Stadtgeschichte in Offenbach besichtigt werden.

### Musik
In Bieber existiert der Musikverein Eintracht Offenbach 1898, drei Gesangvereine: GV Concordia 1874 e. V., GV Polyhymnia 1893 e. V. und GV Frohsinn 1842 e. V. sowie drei Kirchenchöre (katholischer Chor St. Nikolaus und St. Hildegard sowie Evangelischer Kirchenchor). Zusätzlich existieren die Gruppe Chara (Jugendchor und Band) und eine Kinderschola der katholischen und ein Kinderchor der evangelischen Gemeinde.
Bieber beherbergt einige Tonstudios, in denen namhafte deutsche und internationale Künstler aufnehmen bzw. aufgenommen haben, so etwa Boney M, No Angels, Henni Nachtsheim (ehemals Rodgau Monotones, Badesalz).

### Kulinarische Spezialitäten

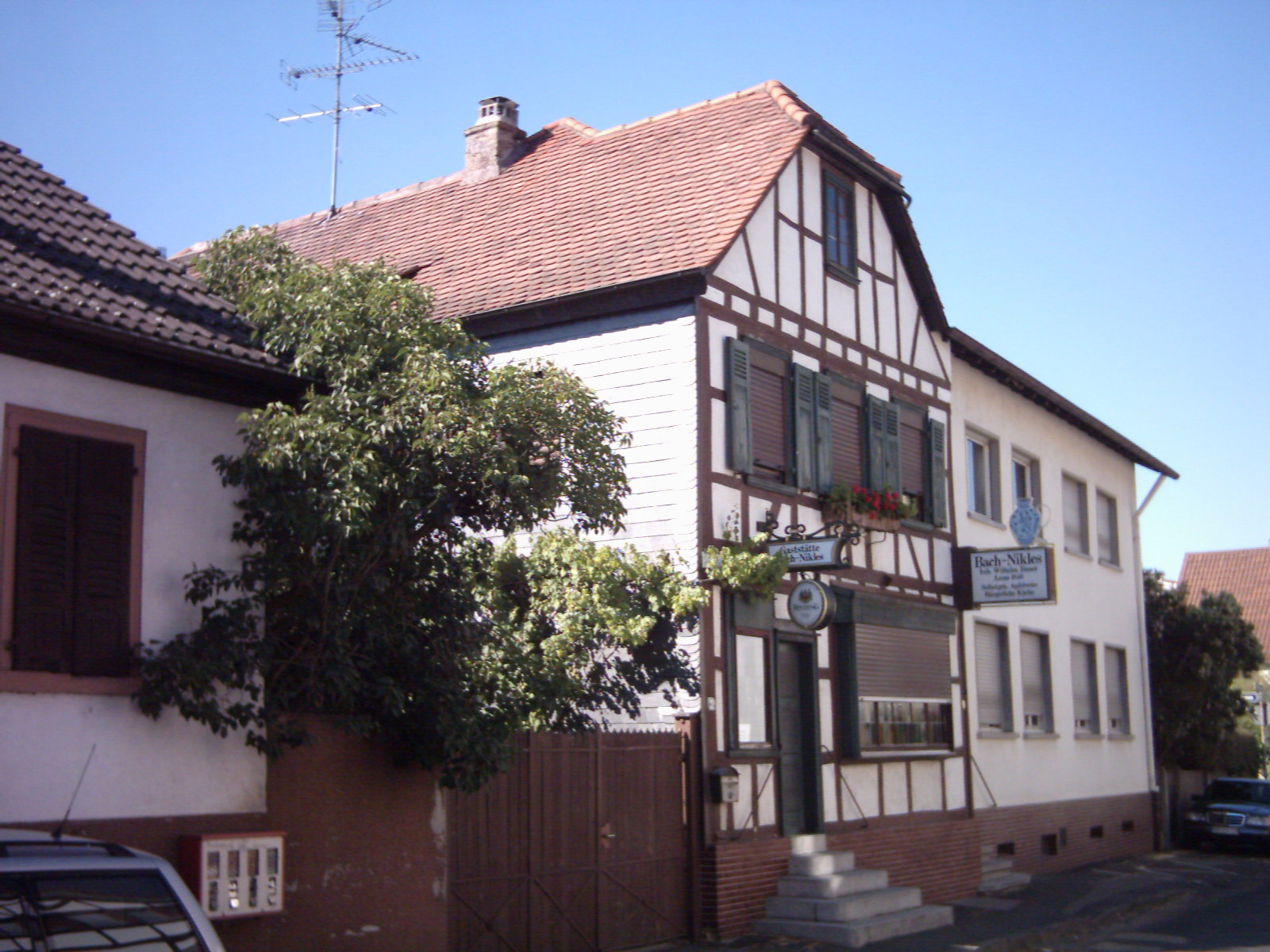
Bekannte Bieberer Äppelwoikneipe „Zum Bach-Nikles“

Bekannt ist der Bieberer Kartoffelsalat, der nur mit Essig, Öl und Zwiebeln angemacht wird. Aufgrund des Bieberer Kartoffelsalates entstand das alte Lied vom Bieberer Kartoffelsalat.
Bedingt durch die sehr kalkhaltigen Böden in der Bieberer Gemarkung werden schon seit alters her Äpfel angebaut. Noch heute gibt es in den Bieberer Feldern ausgedehnte Obstwiesen. Daraus resultiert die starke Verbreitung und Beliebtheit des Apfelweines aus Bieber, der auch heute noch von zwei Betrieben gekeltert und verkauft wird.
Eine örtliche Spezialität sind die Bieberer „Riwwel- und Quetschekuche“. Ersterer ist außerhalb Biebers als Streuselkuchen, Letzterer als Zwetschgenkuchen bekannt. Aus der Zeit vor dem Dreißigjährigen Krieg wird von Weinbau in Bieber berichtet. Davon sind allerdings nur noch alte Flurbezeichnungen geblieben, nach denen die „Wingert-“ und die „Weinbergstraße“ benannt wurden.

### Regelmäßige Veranstaltungen

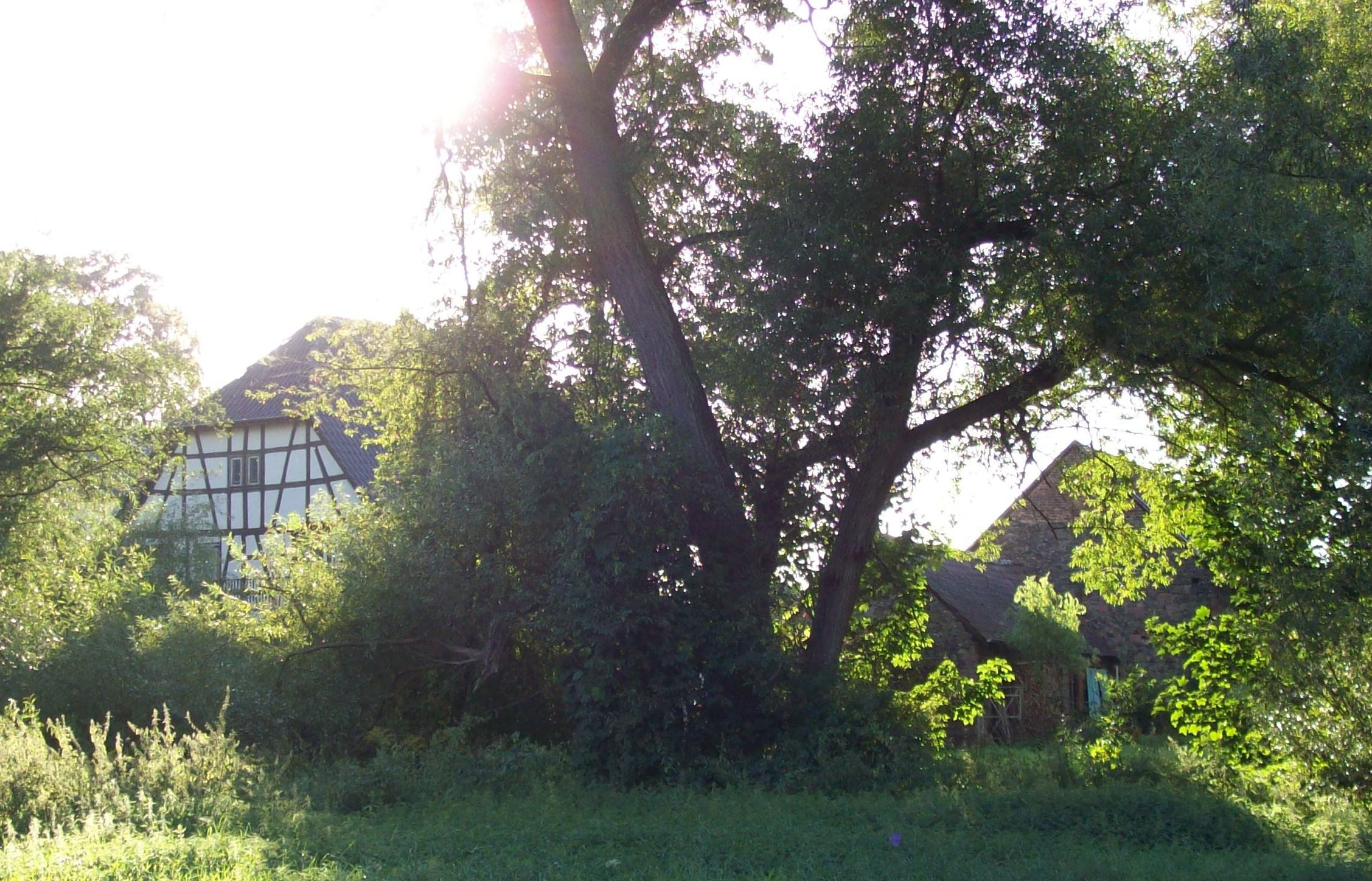
Die Käsmühle nördlich von Bieber

- Jährlich am Fastnachtssamstag findet der Bieberer Fastnachtsumzug unter reger Beteiligung ortsansässiger Vereine statt (siehe auch:  Fastnacht im Rhein-Main-Gebiet).
- Fastnachtssitzungen der KJB (Katholische Jugend Bieber) und der IGBiF (Interessengemeinschaft Bieberer Fastnacht).
- An einem Sonntag im Juni findet der Bieberer Markt auf der Hauptstraße statt. Hier stellen sich Vereine und Geschäfte vor.
- In den Sommerferien laden die Bieberer Vereine zum Fest der Vereine auf den Ostendplatz.
- Zur Bieberer Kerb am Ostendplatz am Sonntag nach Mariä Himmelfahrt findet im Pfarrhof von St. Nikolaus ein großes Pfarrfest statt.
- Am zweiten Samstag im September wird in Bieber-Waldhof das Waldhoffest gefeiert.
- Am Samstag vor dem ersten Advent findet der Bieberer Nikolausmarkt auf dem Ostendplatz statt. Bis vor einigen Jahren fand er rund um die Pfarrkirche St. Nikolaus statt.[19]

## Wirtschaft und Infrastruktur

### Verkehr

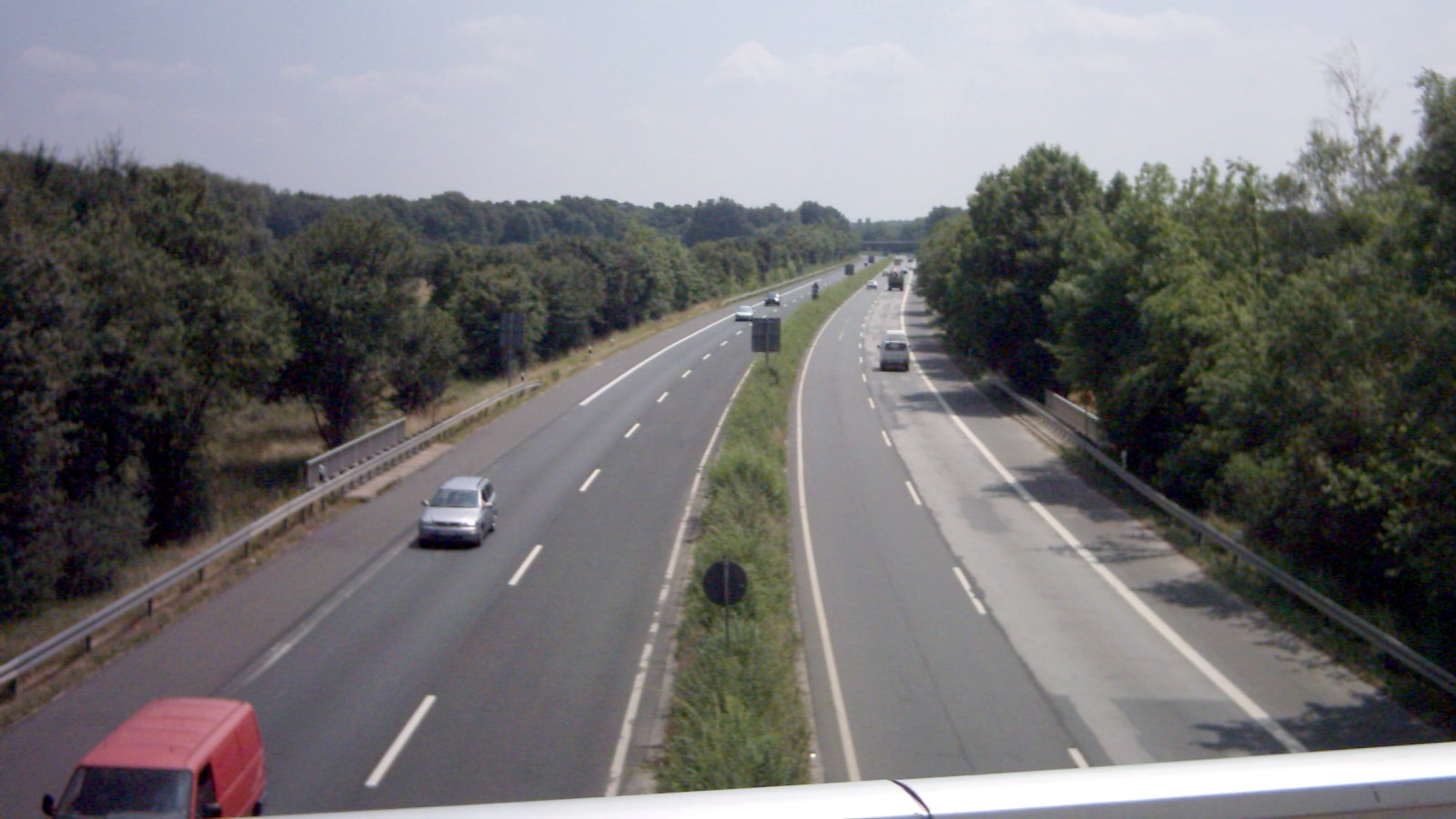
B 448 bei Offenbach-Bieber

Der ganze Ort ist abgesehen von den Hauptstraßen flächendeckend als Tempo-30-Zone ausgewiesen. Über die Bundesstraße 448 gibt es eine schnelle Anbindung an die Bundesstraße 45 und die Bundesautobahn 3. Bieber liegt in der Nähe des Frankfurter Flughafens, des Frankfurter Autobahnkreuzes sowie des Frankfurter Hauptbahnhofes und hat dadurch gute überregionale Verkehrsverbindungen. Diese Lage müssen die Bieberer mit dem hohen Preis einer starken Fluglärmbelastung durch den Landeanflug auf den Frankfurter Flughafen bezahlen.
Das Zentrum des Stadtteils und Bieber-Waldhof sind an den Nahverkehr in Offenbach mit den Buslinien 101, 102 und 104 der Offenbacher Verkehrsbetriebe erreichbar.

#### Bahnhof Offenbach-Bieber

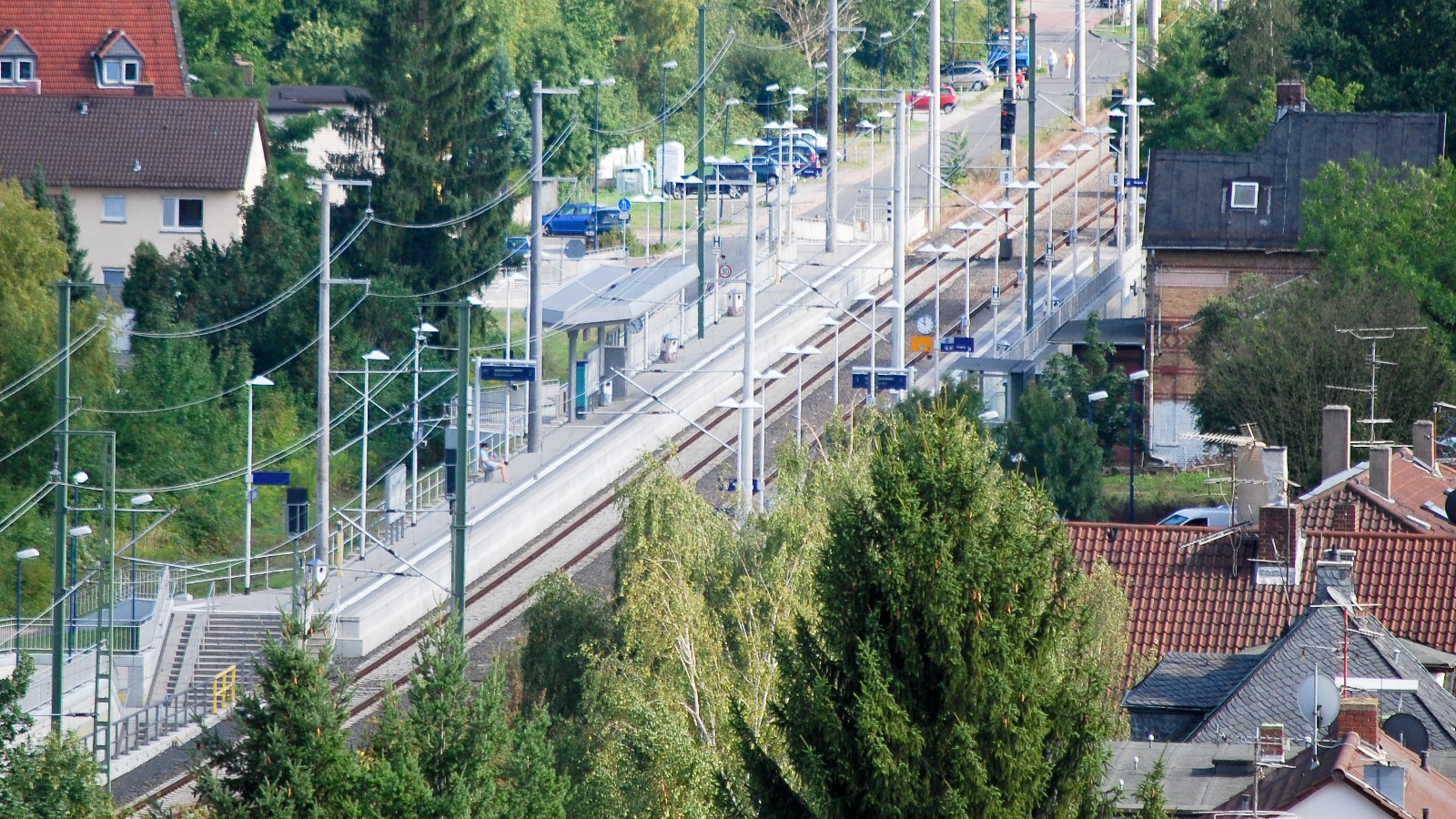
S-Bahnhof Bieber

Der Bahnhof Offenbach-Bieber ist ein Trennungsbahnhof, an dem die Bahnstrecke Offenbach-Bieber–Dietzenbach von der Rodgaubahn abzweigt. Das Empfangsgebäude aus dem Jahr 1896 steht unter Denkmalschutz.
Der Bahnhof der Kategorie 4 ist mit den S-Bahnen der Linien S1 und S2 des Rhein-Main-Verkehrsverbundes (RMV) zu erreichen.

#### Haltepunkt Offenbach-Waldhof
Der Haltepunkt Offenbach-Waldhof ist ein Haltepunkt der Kategorie 5 an der Rodgaubahn. Er wurde erst mit der Übernahme der Rodgaubahn durch die S-Bahn Rhein-Main am 14. Dezember 2003 eröffnet. An den beiden Außenbahnsteigen halten ausschließlich die S-Bahnen der Linie S1 Richtung Rödermark-Ober Roden (über Obertshausen und den Rodgau) (Gleis 1) bzw. Wiesbaden Hbf (über Offenbach Ost, die City-Tunnel Offenbach und Frankfurt, den Frankfurter Hauptbahnhof, Frankfurt-Höchst, Hattersheim, Hochheim und Mainz-Kastel) (Gleis 2).
An den nahegelegenen Bushaltestellen S-Bahn-Station Waldhof mit den Bezeichnungen Bussteig 1 und Bussteig 2 hält die Buslinie 102 in Richtung Bieber Industriegebiet (Bussteig 1) bzw. Richtung Kaiserlei S-Bahn (Westseite). Ebenfalls an der S-Bahn-Station Waldhof hält die Frankfurter Nachtbuslinie n65 Richtung Rödermark-Ober-Roden Bahnhof bzw. Offenbach Marktplatz/Berliner Straße.
Der Haltepunkt Waldhof liegt mitten im Lämmerspieler Wald.

### Ansässige Unternehmen
Im Industriegebiet Waldhof haben viele Unternehmen ihren Sitz oder eine Niederlassung. Beispielhaft zählen dazu das Honda Entwicklungszentrum, Dematic, Danfoss, GKN, Maestro Lederwaren, P & A Heberer Lederwaren, Clou Lackfabrik, Seeger Lederwaren und die Spedition Dachser.
Die Lederwarenfabrik HCL hat ihren Sitz in Bieber, ebenso die Raiffeisenbank Offenbach/M.-Bieber und der aus der VDO hervorgegangene Messtechnik-Hersteller tecsis.
Als Einkaufszentren dienen die „Hauptstraße“ (Aschaffenburger und Seligenstädter Straße) sowie das Einkaufszentrum Bieber-West zur Nahversorgung.

### Öffentliche Einrichtungen
- Kindergärten: ein städtischer Kindergarten in Bieber-West und Waldhof, zwei Konfessionelle und drei private Kindergärten.
- Hallen: Pfarrheim St. Nikolaus, TV-Turnhalle und Turnhalle der Grundschule sowie der Geschwister-Scholl-Schule
- außerdem: Friedhof, Freiwillige Feuerwehr, Bolzplätze, Spielplätze und Kleingarten- sowie Sportanlagen.
- Schule Bieber (Grundschule, auch „Mauerfeldschule“ genannt) mit Außenstelle im Ortsteil Waldhof
- Geschwister-Scholl-Schule (ehemalige Haupt- und Realschule mit Förderstufe, seit 2009 Integrierte Gesamtschule) in Bieber-West